# Lee Ufan
Lee Ufan (Gyeongsang del Sur, 24 de junio de 1936) es un artista surcoreano.
En 1956 se trasladó a Yokohama, Japón y estudió filosofía. En 1973 se convirtió en profesor de la Universidad de Arte Tama de Tokio. Obtuvo el Praemium Imperiale de pintura en 1996. Al año siguiente fue nombrado profesor invitado en la École Nationale Supérieure des Beaux-Arts de París.
Su obra se ha presentado en muchos museos, incluidos el Museo de Arte de Yokohama y en Museo Nacional de Arte Contemporáneo de Seúl.
Lee Ufan es representado por la galería kamel mennour en París.